# Walid Bou Guanmi
Walid Bou Guanmi – tunezyjski zapaśnik walczący w stylu klasycznym. Srebrny medalista mistrzostw Afryki w 2002 i 2004 roku.